# Tenshōin
Tenshōin (天璋院), née le 5 février 1836 - morte le 20 novembre 1883, connue sous le nom d'Atsuko (篤子), est l'épouse de Tokugawa Iesada (徳川 家定), 13e shogun du Japon.
Son père, Shimazu Tadatake (島津忠剛) est à la tête de la branche Imaizumi Shimazu (今和泉島津) des Shimazu de Satsuma.
Appelée Katsu (一) par ses parents, elle prend le nom d'Atsuko (篤子)  quand elle est adoptée par Shimazu Nariakira. Elle sera plus tard renommée Fujiwara no Sumiko (藤原の敬子) à son adoption par Konoe Tadahiro.

## Biographie
Née à Kagoshima en 1835, Tenshōin est adoptée par Shimazu Nariakira en 1853. Le 21 août 1853, elle quitte Kagoshima pour Edo et ne remettra plus jamais les pieds à Kyushu.
Atsuko aurait été envoyée au château d'Edo pour soutenir Shimazu Nariakira. La question de l'héritier divisait le bakufu qui hésitait entre Tokugawa Yoshinobu, alors à la tête de la maison Hitotsubashi-Tokugawa et Tokugawa Yoshitomi, chef de la maison Kii-Tokugawa (plus tard connu sous le nom Tokugawa Iemochi). Atsuko est mariée aux Tokugawa pour que Yoshinobu puisse hériter du pouvoir.
En novembre 1856, Atsuko épouse Tokugawa Iesada mais celui-ci et Shimazu Nariakira meurent tous deux en 1858. Il est décidé que le 14e shogun sera Tokugawa Iemochi. À la suite de la disparition de son mari, Atsuko prend la tonsure sous le nom Tenshōin. En 1862, dans le cadre du mouvement Kōbu Gattai (« Union de la cour et du bakufu »), Iemochi est marié à la princesse impériale Kazu-no-Miya Chikako, fille de l'empereur Ninkō et sœur cadette de l'empereur Kōmei. Le clan Satsuma demande que Tenshōin soit renvoyée à Satsuma mais Tenshōin s'y refuse. Iemochi meurt en 1866 et Tokugawa Yoshinobu devient shogun. Au moment de la restauration de Meiji, Tenshōin et Seikan'in (nom de Kazu-no-Miya après sa tonsure) aident à négocier la reddition pacifique du château d'Edo.
Elle passe ses dernières années à s'occuper de Tokugawa Iesato, 16e chef du clan Tokugawa. Elle meurt à Edo en 1883 à l'âge de 48 ans, sa tombe se trouve au Kan'ei-ji un temple situé dans le quartier d'Ueno de Tokyo. Elle repose aux côtés de son époux Iesada.
La vie de Tenshōin a fait l'objet du téléfilm taiga drama Atsuhime (en) diffusé en cinquante épisodes par la NHK en 2008.

## Source de la traduction
- (en) Cet article est partiellement ou en totalité issu de l’article de Wikipédia en anglais intitulé « Tenshōin » (voir la liste des auteurs).